# Maria Josefa da Áustria (1687–1703)
Maria Josefa da Áustria (em alemão: Maria Josepha Colletta Antonia; Viena, 6 de março de 1687 - Viena, 14 de abril de 1703), era filha do imperador Leopoldo I do Sacro Império Romano-Germânico e sua terceira esposa, Leonor Madalena de Neuburgo. 

## Biografia
Nascida no Palácio de Hofburg, em Viena, ela foi a quinta filha de Leopoldo I do Sacro Império Romano-Germânico e Leonor Madalena de Neuburgo. Maria Josefa morreu de varíola aos dezesseis anos e foi enterrada na Cripta Imperial de Viena, enquanto seu coração foi colocado no Herzgruft na Igreja Agostiniana, em Viena.

## Títulos e estilos
- 6 de março de 1687 - 14 de abril de 1703 Sua Alteza Imperial e Real, Princesa e Arquiduquesa Maria Josefa, da Áustria, Princesa Real da Hungria e Boêmia